# Wojciech Skupień
Wojciech Skupień (* 9. März 1976 in Zakopane) ist ein ehemaliger polnischer Skispringer.

## Werdegang
Sein erstes Weltcup-Springen betritt er 1992 als gerade 16-Jähriger in Falun. Die ersten Weltcup-Punkte sammelte er ein Jahr später mit einem 20. Platz in Courchevel. Diese Platzierung hatte er zwar schon in der Vorsaison erreicht, damals wurden Weltcuppunkte aber noch nach dem alten System nur an die besten 15 Springer vergeben.
Von der Saison 1992/1993 bis 2000/2001 war Skupień fixer Weltcup-Teilnehmer und regelmäßig in den Punkten, schaffte aber niemals den endgültigen Durchbruch. Rang 38 war seine beste Platzierung im Gesamtweltcup (1999/2000), bei der Vierschanzentournee belegte er 2001 immerhin den 13. Gesamtrang. Nach der Saison 2000/2001 war Skupień nicht mehr regelmäßig bei Weltcupspringen am Start, sondern nahm vorwiegend an Bewerben niedrigerer Wettkampfserien wie dem Continental Cup oder dem FIS-Cup teil.
Das bis dato letzte Weltcup-Ergebnis von Wojciech Skupień war ein 36. Platz in Willingen am 10. Februar 2007. Sein bestes Einzelergebnis ist ein sechster Platz aus dem Jahr 2000, hinzu kommen noch zwei 10. Plätze (1995 und 2000). Mit dem polnischen Team schaffte er 2001 einen Podestplatz als Dritter in Villach.
Wojciech Skupień nahm an fünf Nordischen Skiweltmeisterschaften (Falun 1993, Thunder Bay 1995, Trondheim 1997, Ramsau 1999 sowie Lahti 2001) und drei Skiflug-Weltmeisterschaften (1996, 2000 und 2004) teil. Seine besten Ergebnisse waren hierbei ein 15. Rang im Einzelspringen sowie ein 5. Platz mit der Mannschaft bei der Nordischen WM 2001 – beides von der Normalschanze.
Skupień nahm insgesamt dreimal an Olympischen Spielen teil, 1994 in Lillehammer, 1998 in Nagano und 2002 in Salt Lake City. Beim Großschanzen-Bewerb von Nagano wurde er Elfter, Skupieńs bestes Ergebnis bei Großveranstaltungen.
Bei den Polnischen Meisterschaften konnte Skupień im Winter 22 und im Sommer sieben Medaillen holen. Er gewann fünfmal die Wintermeisterschaft im Einzel, erstmals 1994 von der Großschanze Wielka Krokiew in Zakopane und letztmals 2003 von der Skalite-Normalschanze in Szczyrk. Die Sommermeisterschaften konnte er lediglich 2008 in Wisła im Team gemeinsam mit Klemens Murańka, Marcin Bachleda und Łukasz Rutkowski für TS Wisła Zakopane gewinnen.

## Erfolge

### Continental-Cup-Siege im Einzel
| Nr. | Datum            | Ort           | Typ           |
| --- | ---------------- | ------------- | ------------- |
| 1.  | 23. Februar 1992 | Szczyrk       | Normalschanze |
| 2.  | 10. März 1994    | Zakopane      | Normalschanze |
| 3.  | 13. März 1994    | Štrbské Pleso | Normalschanze |
| 4.  | 17. August 1997  | Zakopane      | Normalschanze |
| 5.  | 1. Oktober 2005  | Park City     | Großschanze   |
| 6.  | 8. Oktober 2005  | Lake Placid   | Normalschanze |
| 7.  | 12. Januar 2007  | Sapporo       | Normalschanze |

## Statistik

### Weltcup-Platzierungen
| Saison  | Platz | Punkte |
| ------- | ----- | ------ |
| 1993/94 | 52.   | 047    |
| 1994/95 | 56.   | 030    |
| 1995/96 | 48.   | 075    |
| 1996/97 | 72.   | 016    |
| 1997/98 | 68.   | 023    |
| 1998/99 | 78.   | 010    |
| 1999/00 | 38.   | 086    |
| 2000/01 | 42.   | 089    |
| 2001/02 | 83.   | 004    |
| 2003/04 | 54.   | 024    |

### Grand-Prix-Platzierungen
| Saison | Platz | Punkte |
| ------ | ----- | ------ |
| 1997   | 22.   | 059    |
| 1998   | 49.   | 004    |
| 2000   | 39.   | 020    |
| 2001   | 12.   | 136    |
| 2002   | 54.   | 004    |
| 2003   | 27.   | 032    |
| 2004   | 57.   | 003    |
| 2006   | 44.   | 051    |
| 2007   | 42.   | 050    |